# مشکین‌گربه یوزگربه‌ای
مشکین‌گربه یوزگربه‌ای (نام علمی: Genetta servalina) نام یک گونه از سرده مشکین‌گربه است.